# Kolegiata św. Mikołaja w Wolinie
Kolegiata św. Mikołaja Biskupa – zabytkowy gotycki kościół parafialny w Wolinie wybudowany u schyłku XIII wieku. Znajduje się w Wolinie, w województwie zachodniopomorskim, w powiecie kamieńskim, w gminie Wolin. Wpisany do rejestru zabytków pod numerem 374 z 21 października 1959 roku.

## Opis
Jest to halowa, trójnawowa ceglana budowla gotycka w formie pseudobazyliki. Została zbudowana na planie prostokąta, zakończona dwoma blendowanymi szczytami. Po zachodniej stoi wieża na planie kwadratu zwieńczona dachem hełmowym. Nad wejściem od strony zachodniej, oraz nad ścianami znajduje się empora chórowa. W prezbiterium od strony wschodniej znajdują się dwa ogromne okna pokryte witrażami. Pomiędzy oknami nad tabernakulum wisi obraz oraz krzyż. 
We wnętrzu jest obraz patrona świątyni: św. Mikołaja, kopia obrazu Matki Boskiej Częstochowskiej oraz figura Matki Boskiej Fatimskiej. Ponadto znajdują się obrazy Jezusa Miłosiernego, Matki Boskiej Ostrobramskiej oraz płaskorzeźbione stacje drogi krzyżowej. W kościele znajduje się drewniana chrzcielnica. 

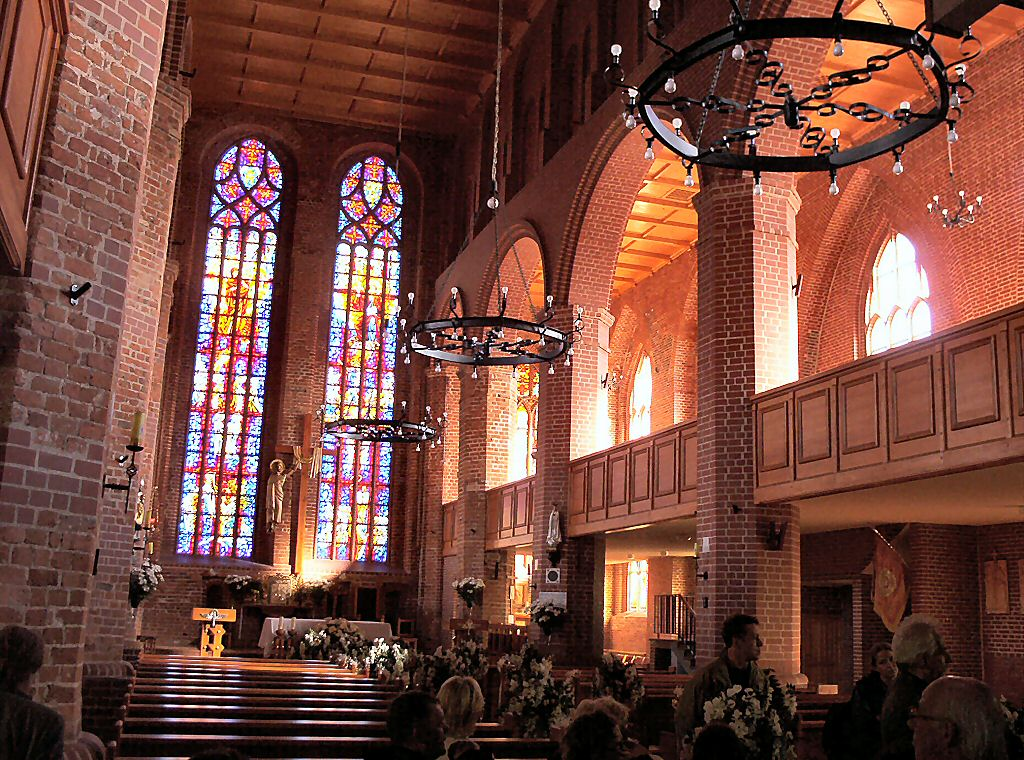
Wnętrze kolegiaty

## Historia
Źródła podają, że kościół wzniesiony został pomiędzy XII a XIV wiekiem  (prawdopodobnie pomiędzy końcem XIII a pierwszą połową XIV wieku). W najnowszych badaniach wskazuje się na rok 1288 jako datę powstania świątyni, w tym też roku świątynia wzmiankowana była po raz pierwszy, przy okazji przekazania zakonowi cysterek  prawo patronatu nad kościołami św. Mikołaja i św. Jerzego. Z roku 1343 pochodzi porozumienie, na mocy którego patronat nad kilkoma ołtarzami z prawem do mszy świętych objęła rada miejska. Przed tym rokiem wybudowano dwa wschodnie, krótsze przęsła  świątyni, a jeszcze w XIV wieku trzy kolejne. Przypuszcza się, że kościół mógł być wzorowanych na podobnych kościołach jak np. na kościele Mariackim w Greifswaldzie, jednocześnie pseudobazlikowy układ upodobnił budowlę nieco do katedry w Gorzowie i kościoła w Pyrzycach. Oryginalnie wnętrze kościoła było pokryte sklepieniami krzyżowo-żebrowymi, z wyjątkiem wschodniego przęsła nawy głównej, gdzie zastosowano sklepienia na polach trójkątnych z trójpromieniami. W wieku XV (prawdopodobnie przez osuwanie się gruntu) obiekt został przebudowany . 
W 1535 r. kościół został przejęty przez protestantów, a pierwszym protestanckim pastorem został w 1535 Jan Bugenhagen – rodowity wolinianin i uczeń Marcina Lutra. Po 1560 roku opiekę nad kościołem przejęli książęta ze Szczecina. W czasie wojny trzydziestoletniej, w roku 1628 podczas pożaru miasta kościół strawił ogień. W trakcie odbudowy, na którą znaczne fundusze przekazali naczelny dowódca wojsk cesarskich Johann Tilly i jego oficerowie (według księgi kolekt), wieża kościelna otrzymała inną formę zwieńczenia. Odbudowa trwała niemal 100 lat i zakończyła się pod koniec XVII wieku. 
Podczas odbudowy zrezygnowano z odbudowy sklepień naw, obniżono nawę główną oraz dodano empory nad nawami bocznymi, nadając wnętrzu barokowy charakter. Wieżę odnowiono w 1682 roku, odbudowując większość jej struktury, a w 1704 roku zakończono remont północnej elewacji. W XVII i XVIII wieku kościół wzbogacił się o liczne elementy wyposażenia, w tym monumentalny ołtarz, który w 1668 roku ufundował Joachim Wolter, oraz późnorenesansową ambonę z 1637 roku, dar Anny Sophii Barkow, żony burmistrza Wolina. Wnętrze zdobiły liczne płyty nagrobne wolińskich mieszczan i rodziny szwedzkiego generała Kagga, a także obrazy tablicowe, w tym portrety pastorów. 
W 1630 roku mistrz W. Christian Bope ofiarował do świątyni kuty żelazny świecznik ambonowy ozdobiony scenami upadku człowieka, ukrzyżowania i zmartwychwstania. Jeszcze przed wojną w kościele znajdowały się  się dwa haftowane paramenty liturgiczne z 1668 roku: jedwabny welon kielichowy z przedstawieniem krucyfiksu wraz z Marią, Janem i ośmioma aniołami trzymającymi narzędzia Męki Pańskiej, a także drugie, wykonane techniką haftu płaskiego i aplikacji, ukazujące w centrum św. Jana Ewangelistę.
W połowie XIX wieku stan techniczny budowli był bardzo zły. Według relacji z 1857 roku budowla zaczęła popadać w ruinę. W 1860 roku przystąpiono do remontu, w ramach którego zburzono ściany naw bocznych i postawiono nowe neogotyckie wykonane z cegły fabrycznej, a także częściowo przemurowano ścianę wschodnią  i przeprowadzono regotyzację budowli. 
W roku 1879 dokonano remontu III kondygnacji wieży  i jej zwieńczenia, oraz umieszczono daty: 1706–1897. W 1898 roku przebudowano wschodni szczyt budynku.
We wnętrzu świątyni jeszcze na początku XX wieku zachowały się liczne płyty nagrobne z lat 1637, 1682, 1687 i 1697. Ambona została ufundowana w 1637 przez żony burmistrza Wolina Jakoba Schultzego i skarbnika miejskiego Szczecina Sachtlebena. Okazały ołtarz główny ufundowali testamentem z 1668 mieszczanin Joachim Wolter i jego żona; inskrypcja na jego odwrocie potwierdza tę fundację.
Przynajmniej na początku XX wieku w kościele przechowywano skrzynię dębową z metalowymi okuciami, polichromowaną, pochodzącą z końca XVIII wieku, kolekcję obrazów olejnych i portretów dawnych duchownych parafii, a także dobrze zachowaną klepsydrę z początków XVIII stulecia.

### Kościół po II wojnie światowej
Podczas II wojny światowej świątynia została znacznie zniszczona . Zniszczone zostały dach i stropy nad korpusem oraz zwieńczenie i wnętrze wieży wraz z dachem hełmowy na wieży . Runęła część wschodniego szczytu i prawie wszystkie filary nawy południowej . Uszkodzeniu uległy mury kapitalne korpusu i wieży oraz pozostałe filary wraz ze ścianą arkadową . Mury wzdłużne od ich poprzecznych powiązań rozspoiły się . Pozostały mury obwodowe, ale bez części południowej, elewacja wschodnia i fragment szczytu oraz filary po stronie północnej, jeden filar po stronie południowej i mury obwodowe wieży . Przez lata twierdzono , że kościół zniszczony został wskutek działań wojennych w 80 procentach , jednak w roku 1945 wojewódzki konserwator odnotował uszkodzenie dachu i łuków naw oraz zniszczenie wieży, a stopień zniszczeń oszacowano na 50 procent. Do początku lat 50. nie podjęto żadnych działań zabezpieczających, co spowodowało znaczne pogorszenie stanu obiektu. W rezultacie zasugerowano rozbiórkę wschodniego szczytu kościoła, a zakres prac rozbiórkowych rozszerzono na inne ściany. W latach 1952–1953 kuria ordynariatu w Gorzowie Wielkopolskim złożyła wnioski do ministerstwa kultury i sztuki oraz konserwatora wojewódzkiego w Szczecinie o „subwencje na odbudowę lub zabezpieczenie zabytkowego kościoła”. Po odwilży w 1956 roku władze wyznaniowe przekazały w całej administracji apostolskiej 73 budowle sakralne, jednak nie zgodziły się na oddanie obiektu w Wolinie. Kościół św. Mikołaja został wpisany do rejestru zabytków w 1959 roku. Biorąc pod uwagę historyczne aspekty, znaczenie dla regionu oraz negatywny wpływ licznych przebudów na przestrzeni wieków, budowla zakwalifikowana została do drugiej grupy. Władze państwowe planowały, że obiekt posłuży celom świeckim, co pozwoliło im zachować nad nim kontrolę. W połowie lat 60. władze konserwatorskie w Szczecinie otrzymały wniosek o zgodę na „odbudowę i adaptację zabytkowej katedry w Wolinie przy ul. Wojska Polskiego, z przeznaczeniem na salę widowiskowo-rozrywkową, której miasto Wolin nie posiadało”. Plan zakładał odbudowę wieży, którą przeznaczono na punkt widokowy, z kioskiem z pamiątkami, biurem PTTK oraz muzeum ziemi wolińskiej. Odbudowa kościoła miała uwzględniać zachowanie jego stylu architektonicznego wewnątrz i na zewnątrz, pozostawiając go jako zabytek, jednak wewnątrz zaplanowano salę widowiskową ze sceną. Władze konserwatorskie poparły inicjatywę, ale prac nie rozpoczęto. W latach 1960–1961 obiekt został częściowo odgruzowany przez szczeciński oddział Przedsiębiorstwa Państwowych Pracowni Konserwacji Zabytków . W latach 60. XX wieku władze państwowe nakazały rozebrać częściowo mury dawnej świątyni . W tym samym czasie rozebrano też pozostałości kościoła św. Jerzego.

## Odbudowa
W roku 1968 zlecono wykonanie projektu zabezpieczenia kościoła w formie trwałej ruiny. Projekt, przygotowany przez inżyniera architekta Łopacińskiego, przedstawiał dwa alternatywne rozwiązania. W pierwszym wariancie zakładał utworzenie trwałej ruiny poprzez zachowanie murów z pierwotnego etapu budowy – wieży, ściany wschodniej i filarów z arkadami, przy jednoczesnym rozebraniu neogotyckich ścian naw bocznych do fundamentów. Drugi wariant, ze względu na stosunkowo dobry stan murów neogotyckich, przewidywał przykrycie kościoła płaskim dachem w celu użytkowego zabezpieczenia obiektu jako ruiny, bez pełnej odbudowy. Ostatecznie realizacja projektu objęła wariant pierwszy, koncentrując się na wybranych elementach budowli i przystosowaniu wieży do funkcji punktu widokowego. W latach 1971–1972 Zakład Architektury Politechniki Warszawskiej sporządził dokumentację techniczną z koncepcją zabezpieczenia kościoła jako tzw. trwała ruina . Do końca 1971 r. kościół został częściowo zabezpieczony, jednak rok później zburzono (bez uzasadnienia) fragment ściany południowo-zachodniej nawy bocznej, mimo że był w całkiem dobrym stanie .  Napotkano „trudności techniczne” przy opracowywaniu projektu konstrukcyjnego dla zaakceptowanej koncepcji architektonicznej. Ustalono, że projekt powstanie dopiero po „rozpatrzeniu koncepcji trwałego zabezpieczenia przez Radę Konserwatorską pod kątem zachowania poszczególnych części nawarstwień obiektu”. Widoczny był brak jednolitego stanowiska pomiędzy służbami konserwatorskimi a innymi instytucjami w kwestii ostatecznego projektu dotyczącego przyszłości zrujnowanego kościoła. Ostatecznie w 1973 roku osiągnięto wspólne stanowisko i stwierdzono, że najcenniejszymi elementami obecnej bryły ruin kościoła św. Mikołaja w Wolinie są centralna część ściany wschodniej, zachowane filary z arkadami oraz wieża. W 1974 r. przygotowano projekt techniczny „Taras widokowy na wieży”. Ostatecznie zaankrowano wolnostojące filary nawy południowej . W ścianie północnej założono metalową konstrukcję ściągów . Poza tym wzmocniono pozostałe filary, zamurowano wyrwy, zreperowano koronę arkad i ściany wschodniej, wylano wieniec żelbetowy, zabezpieczono wieżę przez założenie stropów żelbetowych i wyczyszczenie lica wieży z zewnątrz . W roku 1978 odbudowano wieżę kościoła z przeznaczeniem na punkt widokowy . Prace zabezpieczające trwały dość długo i dopiero roku 1980 w Karcie Obiektu Zabytkowego pojawiła się adnotacja „trwała ruina”. 

## Kościół we władaniu Kościoła
Do kompleksowej odbudowy i przywracania funkcji sakralnych całemu obiektowi przygotowania rozpoczął proboszcz Andrzej Majewicz , a same prace rozpoczęły się w roku 1988, po przekazaniu obiektu ówczesnej parafii świętego Stanisława. Odbudowę kościoła opracowywał architekt Janusz Nekanda-Trepka . Autorami koncepcji odbudowy świątyni, trwającej do 1998 roku, byli: Z. Becker, I. Kukla i Stefan Kwilecki. W 2009 roku wstawiono witraże przedstawiające historię Zbawienia, od Protoewangelii do czasów nam współczesnych, projektu Janusza Sobczyka wykonane w jego pracowni Ars Antiqua. 
Parafia św. Stanisława w Wolinie erygowana została 1 czerwca 1951 roku, a zmiana siedziby i tytułu parafii nastąpiła 6 grudnia 2000 roku, kiedy był już odbudowany i poświęcony kościół św. Mikołaja. Nieco wcześniej, 15 października, kościół został poświęcony.

## Duchowni
Dzieje duchowieństwa kościoła zostały opisane przez Hansa Moderowa w pracy Die evangelischen Geistlichen Pommerns (Szczecin, 1903). Wymienia on m.in. przedreformacyjnych proboszczów:  Arnoldusa (ok. 1241) oraz Johanna Utecht (ok. 1498 i 1509). 

Po reformacji w parafii posługiwali kolejno: 
- Johann Bugenhagen (zm. 1548, kuzyn reformatora Jana  Bugenhagena),
- O. Hojer (autor Matrykuły napisanej w języku dolnoniemieckim  dla kościoła w Koniewie, zm. 1579),
- Wendland (zm. 1584, ofiara zarazy),
- Voltze (zm. 1585, również zmarł na zarazę),
- Bernard (zm. 1594, pierwszy z tytułem prepozyta),
- Sellin (do 1625),
- Dannewald (do 1646),
- Selle (do 1672),
- Specht (do 1676),
- Engelken (do 1709),
- Laurentius David Bollhagen(inne języki) (zm. 1710, wydawca popularnego w XVII–XVIII wieku śpiewnika Gesangbuch),
- Schroeder (do 1717),
- Gottfried Tobbold (ostatni prepozyt przy kościele św. Mikołaja, 1753–1798),
- Georg Wilhelm Backe (doktor teologii Uniwersytetu w Greifswaldzie, reformator szkolnictwa wolińskiego, do 1844),
- Julius Friedrich Ernst Bindseil (do 1857),
- Schliep (do 1887),
- Vogel (do 1902)
- Johannes Karl Friedrich Schabow, sprawujący urząd od 1902 roku[10].

### Diakoni
Przy kościele św. Mikołaja odnotowano również długą listę diakonów, pełniących urząd od XVI do początków XX wieku. Pierwszym znanym był Wedige (1535), po którym funkcję sprawowali kolejno: 
- Krüger (1579),
- Schütte (1599–1630, zmarł na dżumę),
- Palenus (do 1680),
- Rudolphi (do 1681),
- Clarin (do 1710, również zmarł na dżumę),
- March (do 1722),
- Zierold (do 1745),
- Zeumer (do 1787),
- Lemme (do 1801),

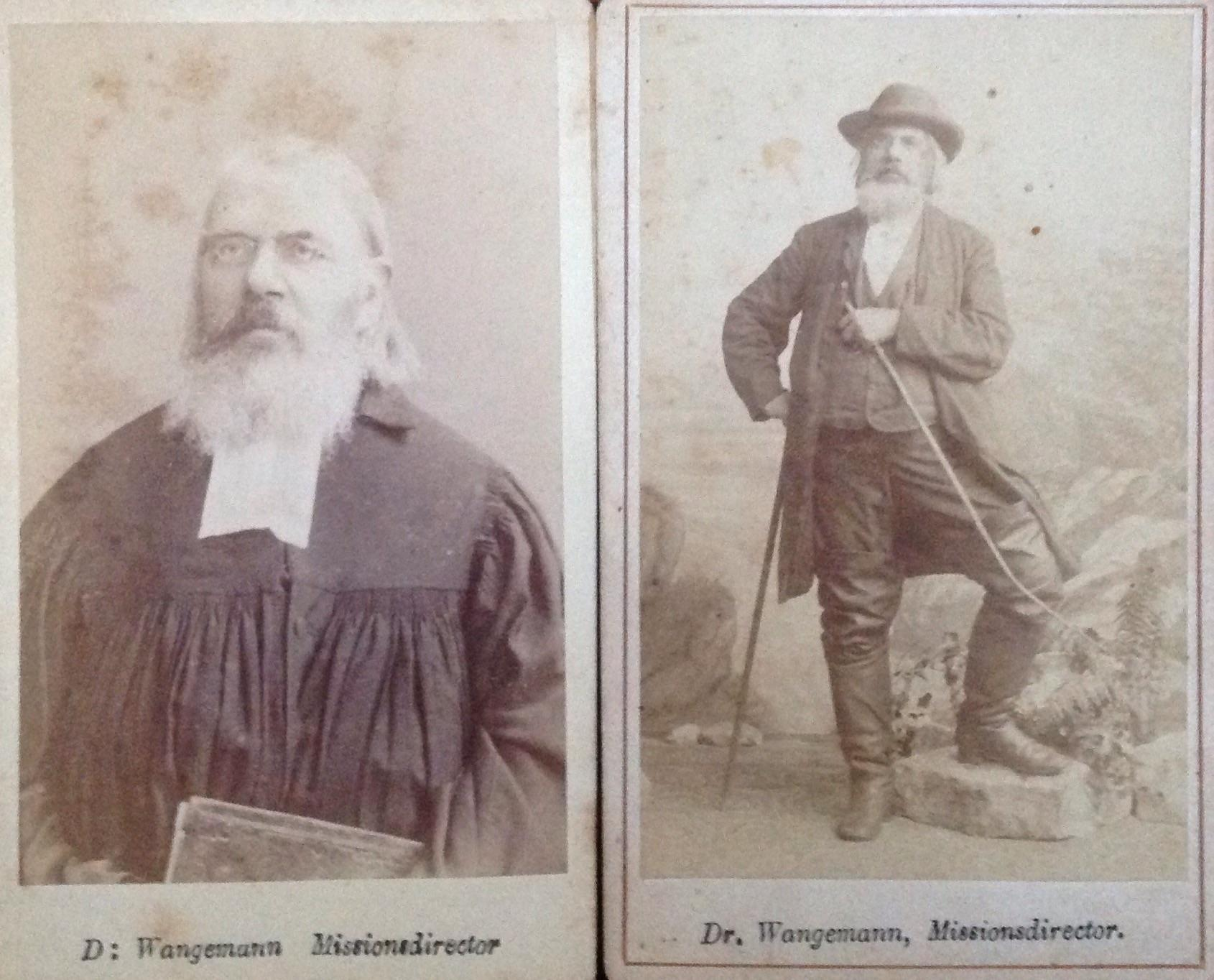
Hermann Theodor Wangemann

- Karl Christoph Backe (do 1806, pierwszy diakon i równocześnie rektor szkoły miejskiej),
- Thur (do 1813),
- Last (do 1814),
- Falbe (do 1818),
- Fischer (do 1824),
- Möschke (do 1831),
- Gaedcke (do 1837),
- Wetzel (do 1844),
- dr Wangemann(inne języki) (do 1849, późniejszy dyrektor Misyjnego Towarzystwa Berlińskiego),
- Töpler (do 1858),
- Klopsch (do 1865),
- Fensch (do 1871, ostatni diakon i rektor),
- Vogel (do 1873),
- Julius Ernst Hugo Bindseil (do 1881),
- Hoppe (do 1883),
- Cyrus (do 1884),
- Lüdde (do 1889),
- Adebahr (do 1903)
- Pieper (od 1903).